# Pierre de La Rue
Pour les articles homonymes, voir De La Rue (homonymie).
 (juillet 2022).
Si vous disposez d'ouvrages ou d'articles de référence ou si vous connaissez des sites web de qualité traitant du thème abordé ici, merci de compléter l'article en donnant les références utiles à sa vérifiabilité et en les liant à la section « Notes et références ».
Pierre de La Rue parfois nommé Pierchon, Van Straeten, de Vimté ou Platensis, (né vers 1460, probablement à Tournai, et mort le 20 novembre 1518) est un compositeur franco-flamand de la Renaissance.
De la même génération que Josquin des Prés, il est avec Agricola, Brumel, Compère, Isaac, Obrecht et Weerbeke un des principaux représentants de l'école franco-flamande vers 1500.

## Biographie
Fils d'un père trompettiste à la Cour de Bourgogne, il est probablement né à Tournai, (république communale au sein du comté de Flandre des ducs de Bourgogne), actuellement en Belgique mais peu de traces demeurent des premières années de sa vie. Le premier fait authentifié est sa présence à la cathédrale de Sienne en Italie, où il a été employé en tant que chanteur de 1483 à 1485. Après Sienne, en 1492 il va à la cathédrale  de Bois-le-Duc (actuellement aux Pays-Bas), mais l'année suivante il rejoint la chapelle de l'empereur Maximilien. Après, il passe au service de son fils Philippe Ier de Castille. Le reste de sa carrière a été centré sur Bruxelles, bien qu'il ait fait au moins deux voyages en Espagne, et a passé quelque temps à Malines et à Courtrai, où il mourut. Une épitaphe sur son tombeau à Courtrai laisse supposer qu'il a dû travailler pour les cours de France et de Hongrie bien qu'aucune autre preuve ne confirme cette hypothèse. Au cours de ses voyages, il a rencontré plusieurs autres compositeurs actifs à la même époque (par exemple Josquin, Isaac et Antoine de Févin) et ces rencontres ont pu être décisives sur le développement de son style.

## Ses œuvres
De La Rue a écrit des messes, motets, Magnificats, arrangements de Lamentations, et des chansons en langues française et néerlandaise, en général avec plus de diversité que la plupart des autres compositeurs de sa génération. Il semble avoir composé de la musique pendant environ vingt années, commençant à son retour d'Italie ; il a été presque impossible jusqu'ici de dater aucun de ses travaux avec précision, mais ils se conforment pour la plupart aux tendances stylistiques répandues autour de 1500.
La plupart de ses messes sont pour quatre ou cinq voix, bien qu'il y en ait deux pour six voix, dont la Missa Ave sanctissima Maria en canon, un exploit techniquement difficile digne d'Ockeghem. La plupart de ses messes sont construites sur des cantus firmus, bien qu'il écrive de temps en temps des messes-parodies. Il a aimé alterner des textures pour le contraste, employant souvent des passages avec seulement deux voix intercalées entre des parties où les voix sont toutes présentes.
Les motets de de La Rue sont la plupart du temps pour quatre voix ; ils emploient l'imitation dominante, mais rarement au départ (à la différence du modèle de Josquin). Ses trente chansons montrent une diversité de style, plutôt semblables au style bourguignon tardif (par exemple, comme ceux de Hayne van Ghizeghem ou Gilles Binchois), et d'autres qui emploient le style polyphonique. Il semble ne pas avoir pris pour modèle la frottola italienne qui met en lumière les textures homophoniques (que Josquin a employées si efficacement dans ses populaires El Grillo et Scaramella), quoiqu'il ait vécu en Italie.

## Notoriété
Rabelais le mentionne dans Le Quart Livre parmi d'autres compositeurs. Jean Molinet le mentionne également dans sa Déploration sur la mort de Johann Ockeghem, mise en musique par Josquin des Prés :

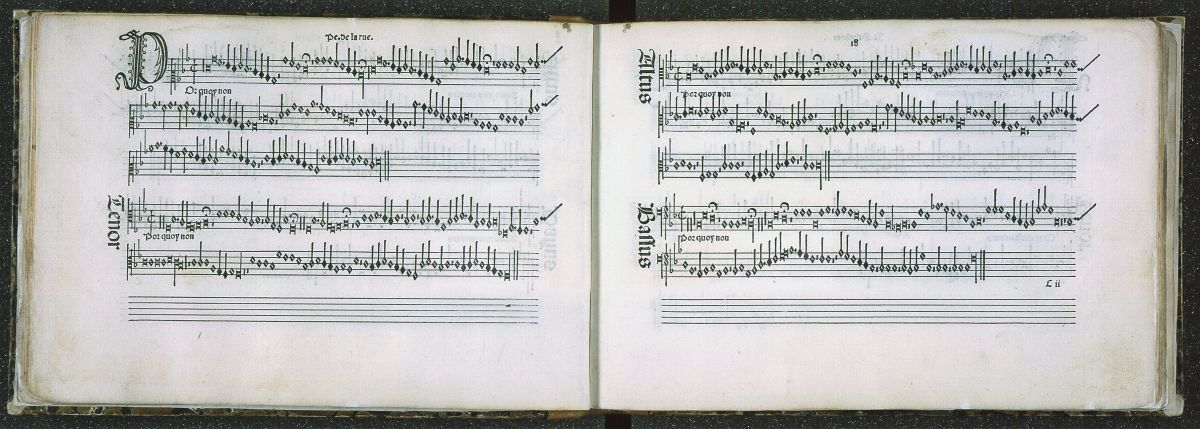
Pierre de la Rue, chanson Por quoy non dans l’Harmonice Musices Odhecaton de Petrucci (Harmonice Musices Odhecaton A, Folio 18, source : musée international et bibliothèque de la musique, Bologne).

« Accoutrez-vous d'habits de deuil

Josquin, Pirchou, Brumel, Compère,

Et plorez grosse larme d'œil,

Perdu avez votre bon père ».

## Discographie sélective
- L'association sans but lucratif Musique en Wallonie a enregistré en 1996, 2002 et 2005, plusieurs œuvres de Pierre de la Rue, par la Capilla Flamenca, dirigée par Dirk Snellings, enregistrements ultérieurement réunis dans Pierre de La Rue - Portrait musical, un coffret de 3 CD, 2012 - Diapason d'or
- Missa L'Homme armé - Missa pro defunctis (Requiem), Ensemble Clément Janequin, Harmonia Mundi, 1989/1996, HMT 7901296